# 안성규
안성규(安聖奎, 1951년 6월 30일, 경상북도 청도군 ~ )는 대한민국의 공무원이다. 청도군수 권한대행을 맡기도 했다.

## 학력
- 대구중앙고등학교 졸업
- 한국방송통신대학교 행정학 학사

### 비학위 수료
- 경북대학교 행정대학원 행정학 석사

## 경력
- 1973 공직에 임용
- 1993 지방행정사무관
- 경상북도 경제통계 계장
- 경상북도 통계개발계 계장
- ~ 1998.10 경상북도 예술계 계장
- 1998.10 ~ 2002.08 경상북도 고시·인사 담당
- 2002.08 ~ 2003.02 경상북도 공무원교육원 총무과 과장
- 2004.02 ~ 2005.02 경상북도 관광진흥과 과장
- 2005.02 ~ 2006.01 경상북도 총무과 과장
- 2006.01 ~ 2006.10 경상북도 공보관
- 2006.11 ~ 2008.01 경상북도 고령군 부군수
- 2008.01 ~ 2008.10 경상북도 청도군 부군수
- 2008.10 ~ 2009.07 경상북도 상주시 부시장
- 2009.07 ~ 2010.03 경상북도 감사관
- 미래희망연대
- 자유한국당

## 수상
- 1992 대통령표창 일하는공직자상
- 1997 문화체육부장관상

## 역대 선거 결과
| 실시년도 | 선거      | 대수 | 직책 | 선거구      | 정당     | 득표수  | 득표율          | 순위 | 당락 | 비고     |
| -------- | --------- | ---- | ---- | ----------- | -------- | ------- | --------------- | ---- | ---- | -------- |
| 2010년   | 지방 선거 | 46대 | 군수 | 경북 청도군 | 미래연합 | 5,440표 | \| \| 21.14% \| | 2위  | 낙선 | 민선 5기 |
|          | 21.14%    |      |      |             |          |         |                 |      |      |          |

| 전임 장우혁 | 경상북도 고령군 부군수 2006년 11월 1일 ~ 2008년 1월 24일 | 후임 정재수 |

| 전임 김충섭 | 제17대 경상북도 청도군 부군수 2008년 1월 25일 ~ 2008년 10월 5일 | 후임 박의식 |

| 전임 정한태 | 경상북도 청도군수 권한대행 2008년 2월 20일 ~ 2008년 6월 4일 | 후임 (재보궐)이중근 |

| 전임 이재근 | 경상북도 상주시 부시장 2008년 10월 6일 ~ 2009년 7월 15일 | 후임 나병선 |